# 奥拉·乌尔斯滕
斯蒂格·谢尔·奥洛夫（奥拉）·乌尔斯滕（瑞典語：Stig Kjell Olof (Ola) Ullsten，1931年6月23日—2018年5月28日），瑞典自由主义政治家，前瑞典首相（1978年-1979年）。  
| 前任： 图尔比约恩·费尔丁 | 瑞典首相 1978-1979       | 繼任： 图尔比约恩·费尔丁 |
| 前任： 汉斯·布利克斯     | 瑞典外交大臣 1979-1982   | 繼任： 伦纳特·博德斯特伦 |
| 前任： 佩尔·阿赫马克     | 自由人民党主席 1978-1983 | 繼任： 本特·韦斯特贝里   |